# Saliência aberrante
A Saliência aberrante é uma característica ou fator central de desordem psicótica. O paciente pode relatar os sintomas de maneiras bem bizarras, como chamar muita atenção, ou de alguma forma, os sentidos das pessoas em volta são desconectados. Outros sintomas como redução na sensibilidade, estranhamento ao olhar-se no espelho,  ação por instinto, apesar de controlar perfeitamente suas atividades e diferente percepção do mundo e de tudo que acontece ao seu redor também são apontados.

## Origem do termo
O termo saliência aberrante é justificado pelo estranhamento das situações comuns e cotidianas para o paciente. Apesar de reconhecer perfeitamente o que se passa ao seu redor, o modo como o mesmo vê as coisas é extremamente modificado. Daí o nome saliência aberrante: o indivíduo, apesar de reconhecer normalmente tudo ao seu redor, apresentado saliência, percebe, com toda certeza, que há algo de diferente, de aberrante.

## Como identificar
O paciente com saliência aberrante pode, em muitos casos, identificar o distúrbio em si mesmo, porém, sem entender do que se trata. O indivíduo pode parecer perfeitamente normal ao olhar de outros e estar altamente abalado.
No livro A Náusea, de Jean Paul Sartre, o protagonista sente que algo mudou no mundo ao seu redor, mas chega a admitir que foi ele quem mudou. Isso leva à um estado abalável por parte do personagem. De acordo com o protagonista, ele vê as coisas de um modo diferente, mas sabe que nada mudou, o que descreve muito bem a Saliência Aberrante: É isto que é preciso evitar; é preciso não achar estranho o que não tem estranheza nenhuma.

## Possíveis causas
Até o momento, o distúrbio pode ser notado como uma possível distúrbio neurológico pós infecção por streptococcus que atacam a garganta e ocorrências isoladas relacionadas com patologias psiquiátricas. A idade de incidência da saliência aberrante pode variar desde a infância, ocorrendo principalmente na adolescência, e no percorrer da vida.

## Consequências da saliência aberrante
O paciente deverá ser tratado o mais rápido e com o maior acompanhamento possível. A pessoa não deve ser deixada a só, ao menos que o distúrbio esteja devidamente controlado. Caso não haja tratamento imediato, o paciente pode entrar em depressão profunda e se isolar totalmente, sem se comunicar nem interagir. Normalmente, a erradicação das emoções, como tristeza e alegria também são notadas.

## Tratamento
Até o momento, a saliência aberrante pode ser tratado com antipsicóticos típicos ou atípicos, como Seroquel, o fumarato de quetiapina e Zyprexa, a olanzapina, o qual pacientes têm respondido bem desde às primeiras semanas de utilização. O tempo do tratamento varia com o nível do distúrbio e com o tipo de medicamento usado. Em geral, o tempo de resposta a tratamento antipsicótico leva em torno de 4 à 12 semanas.